# Hans Bauer (längdåkare)
Hans Bauer, född 11 december 1903 i Bayrischzell i Bayern, död där 30 december 1992, var en tysk längdåkare. Han var med i de olympiska vinterspelen 1928 i Sankt Moritz och kom på tjugonde plats på 18 kilometer och på tolfte plats på 50 kilometer.